# Icupima taua
Icupima taua là một loài bọ cánh cứng trong họ Cerambycidae.